# Ленц, Макс
Макс Альберт Вильгельм Ленц (нем. Max Albert Wilhelm Lenz; 13 июня 1850, Грайфсвальд — 6 апреля 1932, Берлин) — немецкий историк, профессор истории Марбургского университета.
Родился в религиозной лютеранской семье, его отец был адвокатом, входившим в общество младогегельянцев, и был вынужден после революционных событий 1848—1849 годов приостановить профессиональную деятельность. Школьное образование Ленц получил в родном городе, затем изучал классическую филологию и историю в Бонне. В 1870 году участвовал в составе померанского добровольческого батальона во Франко-прусской войне. После войны продолжил изучение гуманитарных наук в Грайфсвальде и Берлине, в 1874 году получил учёную степень. В 1875 году благодаря помощи своего бывшего преподавателя получил назначение директором прусских государственных архивов, получив также доступ в секретный госархив Марбурга. С того же времени стал приват-доцентом в Марбургском университете, в 1881 году был повышен до экстраординарного, а в 1885 году — до ординарного профессора этого учебного заведения.
В 1888 году временно возглавлял кафедру новой истории в Бреслау. В 1896 году стал членом Прусской академии наук; с 1914 по 1925 год был её почётным членом, но в 1925 году восстановил полноценное членство. Весной 1900 года стал профессором новой истории в Берлине. В 1911 году был главой департамента истории, с 1911 по 1912 год — ректором Университета имени Фридриха Вильгельма в Берлине. В 1914 году перешёл на работу в Гамбургский колониальный институт. В 1922 году вышел на пенсию и вернулся в Берлин, где прожил до конца жизни.
Главные работы: «König Sigismund und Heinrich V von England» (1874); «Drei Tractate aus dem Schriftencyclus des Constanzer Concils» (1876); «Die Schlacht bei Mühlberg» (1879); «Briefwechsel Landgraf Philipps d. Grossmüthigen von Hessen mit Bucer» (1880—1887); «Martin Luther» (1883). Одним из главных научных интересов Ленца была биография Мартина Лютера.